# 天赞
天赞（922年二月—926年二月）是辽太祖耶律阿保机的第二個年号。辽朝使用该年号共5年。

## 改元
- 神冊七年——二月二十二日，改元天贊。[2]
- 天贊五年——二月五日，改元天顯。[3]

## 紀年對照表
| 天赞 | 元年  | 二年  | 三年  | 四年  | 五年  |
| ---- | ----- | ----- | ----- | ----- | ----- |
| 公元 | 922年 | 923年 | 924年 | 925年 | 926年 |
| 干支 | 壬午  | 癸未  | 甲申  | 乙酉  | 丙戌  |

## 同期存在的其他政权年号
- 中國
  - 甘露（926年－936年）：東丹—耶律倍之年號
  - 龙德（921年－923年）：後梁—朱友貞之年號
  - 天祐（909年－923年）：晉—李存勗之年號
  - 同光（923年－926年）：後唐—李存勗之年號
  - 天祐（907年－924年）：岐—李茂貞之年號
  - 順義（921年－927年）：吳—楊溥之年號
  - 宝大（924年－925年）：吳越—錢鏐之年號
  - 宝正（926年－931年）：吳越—錢鏐之年號
  - 乾亨（917年－925年）：南漢—劉龑之年號
  - 白龍（925年－928年）：南漢—劉龑之年號
  - 乾德（919年－924年）：前蜀—王衍之年號
  - 咸康（925年）：前蜀—王衍之年號
  - 貞祐（921年－924年）：大長和—鄭仁旻之年號
  - 初曆（925年－926年）：大長和—鄭仁旻之年號
  - 同慶（912年－966年）：闐—尉遲烏僧波之年號
- 朝鮮半島
  - 天授（918年－933年）：高麗—太祖王建之年號
- 日本
  - 延喜（901年－923年）：醍醐天皇之年号
  - 延長（923年－931年）：醍醐天皇、朱雀天皇之年号

## 参見
- 中國年號索引

## 深入閱讀
- 李崇智. . 北京: 中華書局. 2004年12月. ISBN 7101025129.
- 鄧洪波. . 臺北: 國立臺灣大學東亞經典與文化研究計劃. 2005年3月  [2021-11-26]. ISBN 9789860005189. （原始内容 (pdf)存档于2007-08-25）.

| 前一年號： 神册 | 辽朝年号 | 下一年號： 天显 |